# Stazione di San Cassiano
La stazione di San Cassiano è una stazione ferroviaria posta sulla ferrovia Faentina. Serve l'omonima frazione del comune di Brisighella.

## Storia
Già stazione, venne trasformata in fermata impresenziata il 30 aprile 1962.

## Strutture e impianti
Presenta un'architettura simile a quella delle principali stazioni della linea, senza magazzino merci ma con un locale di servizio a fianco del fabbricato viaggiatori. Sono presenti due parcheggi: il piazzale antistante l'entrata ed uno sterrato, a fianco della stazione stessa.

## Movimento
La stazione è servita da treni regionali svolti da Trenitalia Tper nell'ambito del contratto di servizio stipulato con la regione Emilia-Romagna.
Nei giorni feriali fermano 9 coppie di treni, con una corsa supplementare da Faenza a Borgo San Lorenzo.
A novembre 2019, la stazione risultava frequentata da un traffico giornaliero medio di circa 40 persone (21 saliti + 19 discesi).

## Servizi
La stazione è classificata da RFI nella categoria bronze.